# Littlemore.
littlemore.（リトルモア）は、2015年にデビューした日本の女性アイドルグループ。ジークレフミュージックエンターテインメント所属。
コンセプトは「好きな人の前でもう少しだけ可愛くいたいピュアな女の子」。

## 概要
littlemore.は2015年3月8日に小林みくり、池田彩夏、加音綾那の3名で結成されたアイドルグループ。ジークレフミュージックエンターテインメント第一弾アイドルユニットとして初お披露目された。
グループ名のlittlemore.は和訳すると「もうちょっと」「もう少し」であり、「もう少しだけ可愛くなりたい」「もう少しだけ好きな人の前で背伸びしたい」といったような女の子なら誰もが持ってる心に秘めた気持ちをテーマに活動している。
デビューから半年間はカバー曲のみで活動していた。初のオリジナル曲となる「ピリオドを抱きしめて」はグループ名末尾の「.」に想いを込めて書かれたものである。
2019年、TOKYO IDOL FESTIVALの全国選抜LIVE 決勝ライブに出場し、関東・北陸Aブロックで優勝、TIF2019へ出演を果たした。
数回のメンバーの変遷を経て活動を続けたが、2022年4月29日をもって現体制を終了することを発表。最後に残ったメンバーが小林みくりのみとなったが、それ以降の目立った動きはなく事実上の活動停止状態となっている。

## メンバー
| 名前                       | 愛称   | 生年月日（年齢）     | カラー             | 出身地 | 加入      | 備考 |
| -------------------------- | ------ | -------------------- | ------------------ | ------ | --------- | --- |
| 小林みくり こばやし みくり | みくり | 1994年5月6日（31歳） | エメラルドグリーン | 埼玉県 | 2015年3月 | 初代リーダー 2018年3月に卒業、同年9月に復帰 活動停止後は「逢沢みくり」に改名し、アルカナビスを経て2025年6月からLoulouchouchouメンバー（プリュ所属）。 |

### 旧メンバー
| 名前                       | 生年月日（年齢）      | カラー | 出身地   | 加入       | 卒業・脱退     | 備考 |
| -------------------------- | --------------------- | ------ | -------- | ---------- | -------------- | --- |
| 池田彩夏 いけだ あやか     | 1996年2月2日（29歳）  |        |          | 2015年3月  | 2016年9月      | |
| 加音綾那 かのん あやな     | 1996年3月12日（29歳） |        | 埼玉県   | 2015年3月  | 2016年11月     | 後にスリジエ（星組） |
| 橘乃愛 たちばな のあ       |                       |        |          | 2016年12月 | 2017年1月10日  | |
| 柏木みなと かしわぎ みなと |                       |        |          | 2016年12月 | 2017年7月      | |
| 今井希海 いまい のぞみ     | 2001年6月13日（24歳） |        |          | 2017年3月  | 2018年9月10日  | |
| 松下愛梨 まつした あいり   | 2002年5月7日（23歳）  |        |          | 2020年6月  | 2021年1月      | |
| 葉月くれは はづき くれは   | 2003年5月20日（22歳） | 黄色   |          | 2020年6月  | 2021年12月29日 | スターダストプロモーション所属の葉月くれあとは別人。 2025年7月より「花丘くれは」に改名しponderosa may bloomに加入。       |
| 星野桃叶 ほしの ももか     | 2002年5月30日（23歳） | ピンク | 神奈川県 | 2017年3月  | 2022年3月27日  | |
| 本條佳花 ほんじょう よしか | 1995年12月8日（29歳） | 紫     | 栃木県   | 2016年2月  | 2022年4月29日  | 2代目リーダー 卒業後はソロで歌手活動中                                                                                    |
| 小平明日香 こひら あすか   | 1999年1月12日（26歳） | 水色   | 埼玉県   | 2019年9月  | 2022年4月29日  | 元アオハルsince2015（今井明日香） 卒業後はラブアグレッションに異動するも、2024年1月14日付で卒業。                         |
| 杉原莉夏 すぎはら りな     | 2001年5月8日（24歳）  | 白     | 茨城県   | 2020年7月  | 2022年4月29日  | 元ヤンチャン学園音楽部 卒業後はエーデルワイスを経て2023年12月から「遥か、彼方。」メンバー（タンバリンアーティスツ所属）。 |

## 略歴

### 2015年
- 3月8日 - 「little more.お披露目ライブ」(秋葉原CLUB GOODMAN)を開催。持ち曲はなく、「RUN RUN RUN／AKB48 ひまわり組」や、「お願い魅惑のターゲット／メロン記念日」などをカバー。
- 11月27日 - Yokohama O-SITEにて開催されたワンコインライブにて、初のオリジナル曲「ピリオドを抱きしめて」を初披露[17]。

### 2016年
- 2月7日 - 初の新メンバーとなる本條佳花が加入。
- 3月12日 - 「littlemore. 1周年記念ライブ」(O-nest)開催。2ndオリジナル楽曲「Crying Running」を初披露した[18]。
- 9月24日 - 1stワンマンライブ。池田彩夏が療養のためこのライブをもって卒業[10]。
- 11月13日 - 「little more.加音綾那 卒業SpecialLIVE ～大好きなみんなに囲まれて～」(HOLIDAY SHINJUKU)にて加音綾那が卒業。
- 12月18日 - 高円寺HIGHにて開催された対バン「IDOLMARKET X’mas＠Koenij_HIGH」にて柏木みなとが加入。

### 2017年
- 3月8日 - 2ndワンマンライブ「2周年記念ワンマンLIVE!! ～新たな１歩へBrand New Story～」を新宿MARZにて開催[19]。このライブにて、今井希海、星野桃叶が加入[20]。
- 7月17日 - 「littlemore.不定期公演!! vol.6 ～ほんとに最後だよ!!柏木みなと卒業SP～」(渋谷CLUB CRAWL)にて柏木みなとが卒業。
- 12月9日 - 3rdワンマンライブ「～Beginning of a new era～」を渋谷Club Asiaにて開催。

### 2018年
- 3月8日 - 「littlemore. 3rd Anniversary Fes」(新宿BLAZE)にて最後の初期メンバーである小林みくりが卒業[21]。
- 5月26日 - 星野桃叶生誕祭『～まだまだお祝いしてほし～の編!!～』(新宿MARZ)が開催。
- 6月10日 - 今井希海生誕祭『～のんちゃん華のせぶんてぃーん～』(新宿MARZ)が開催。
- 8月9日 - 4thワンマンライブ「～Rebuilding to flap～」を渋谷Club Asiaにて開催。
- 9月24日 - littlemore. 不定期公演!!『～小林みくりがlittlemore.に復帰だってよ!!公演』(新宿MARZ)にて小林みくりが復帰[22]。

### 2019年
- 3月8日 - 「littlemore. 4th Anniversary Oneman LIVE!!」(渋谷WWWX)を開催。
- 3月21日 - 「TOKYO IDOL FESTIVAL 2019 全国選抜LIVE」（新宿Reny）の関東・北陸Aブロック決勝ライブにて優勝し、TIF2019への出演が確定[4]。
- 6月30日 - 星野桃叶生誕祭『～ほしももちゃんやっと17さいだよ～』(渋谷Club Asia)が開催。
- 8月3日～4日 - 『TOKYO IDOL FESTIVAL 2019』に出演[23]。
- 9月16日 - 新宿LOFTでノンストップワンマンライブ「Back in Black」を開催[24]。小平明日香が加入[25]。
- 10月16日 - 6thワンマンライブ「JUST DO IT!!!」(TSUTSYA O-WEST)が開催、小平明日香がステージデビュー。
- 12月5日 - 「本條佳花バースデーライブ2019🍼～24歳もよぴはっぴー～」(渋谷Club asia)を開催[26]。

### 2020年
- 3月8日 - 「littlemore.5th Anniversary Oneman LIVE」(白金高輪SELENE b2)を開催。
- 4月23日 - 4月25日発売予定としていたフルアルバムを新型コロナウイルス (COVID-19) の影響により、発売延期を決定[27]。
- 7月21日 - 17th楽曲「Summer Day Fever」のミュージックビデオが公開。結成6年目にして初のMVとなった[28]。
- 7月27日 - 「littlemore.小林みくり初写真集作成プロジェクト」を開始。初日に目標を達成、最終的に目標額の3倍を集め、プロジェクト終了となった[29]。
- 9月4日 - 新宿アルタKey Studioで開催された公演にて、葉月、松下、杉原がステージデビューし、7人体制がスタート。

### 2021年
- 1月10日 - 小平明日香生誕祭「～あすぴ2かいめのお誕生日会～」(新宿ALTA KeyStudio)を開催。
- 1月15日 - 療養中であった松下愛梨が、回復の目処が立たず卒業[11]。
- 1月24日 - 小平明日香生誕祭「～あすぴ、大阪ではじめてのお誕生日会やねん～」(梅田BANANA HALL)を開催。
- 3月8日 - 「littlemore. 6th Anniversary Oneman LIVE」(渋谷duo MUSIC EXCHANGE)を開催。
- 8月15日 - 小林みくり生誕祭「#2Y56paradeE」(神田明神ホール)を開催。
- 8月22日 - 杉原莉夏生誕祭「～りな20さいになりました～」(渋谷Club Asia)を開催。
- 9月19日 - 星野桃叶生誕祭「～ほしもも、らすとてぃーんだよ～」(渋谷Club Asia)を開催。
- 10月2日 - 『TOKYO IDOL FESTIVAL 2021』に出演
- 10月2日 - 小林みくりが『TIF2021 このアイドルのゆかたがすごい！』で準グランプリを獲得し、お披露目ステージ登壇、および会場アナウンスを担当。
- 12月18日 - 本條佳花生誕祭「～よっぴの勲章～」(渋谷Club Asia)を開催。
- 12月29日 - 復帰予定であった葉月くれはが、復帰の目処が立たず脱退。

### 2022年
- 1月23日 - 小平明日香生誕祭「～あすぴ3かいめのお誕生日会～」(渋谷Club Asia)を開催。
- 3月8日 - 7周年ワンマンライブが中止となり、Twitterにて星野桃叶が2022年3月27日をもって卒業することを発表。
- 3月27日 - 「littlemore.星野桃叶卒業公演」(新宿Reny)にて星野桃叶が卒業。
- 4月8日 - Twitterにて2022年4月29日の単独公演をもって現体制が終了することを発表。
- 4月29日 - 「littlemore. 現体制終了LIVE」(有楽町オルタナティブシアター)にて現体制が終了。7年間の活動に一旦幕を下ろした。

## 作品

### 楽曲一覧
| #    | 公開日         | 曲名                       | 備考                                                                             |
| ---- | -------------- | -------------------------- | -------------------------------------------------------------------------------- |
| 1st  | 2015年11月27日 | ピリオドを抱きしめて       | Yokohama O-SITEにてお披露目。作詞:まい 作曲編曲:CHEEBOW                          |
| 2nd  | 2016年3月12日  | Crying Running             | 作詞:谷亜ヒロコ 作曲:小松健祐                                                    |
| 3rd  | 2016年6月4日   | 青春の1ページ              | 作詞:松田純一・上田起士 作曲:松田純一                                            |
| 4th  | 2017年2月19日  | Love at first sight!!      | 作詞作曲編曲:vivi                                                                |
| 5th  | 2017年4月8日   | ぱっとミラクDo☆            | 作詞作曲編曲:kuji                                                                |
| 6th  | 2017年8月11日  | Sweetest Bitter Heart      |                                                                                  |
| 7th  | 2017年12月9日  | littlemore.                |                                                                                  |
| 8th  | 2017年12月9日  | Dreamer                    | タオル曲。                                                                       |
| 9th  | 2018年4月30日  | My Way                     |                                                                                  |
| 10th | 2018年5月13日  | Summer High!!              | タオル曲。                                                                       |
| 11th | 2018年6月30日  | 君とSHINE                  | 作詞・作編曲: 中山英二                                                           |
| 12th | 2019年4月28日  | Glory Days                 |                                                                                  |
| 13th | 2019年7月21日  | 夏、キュン！と。           | 大阪遠征にて初お披露目。                                                         |
| 14th | 2019年9月16日  | いじっぱりDECISION. -決断- | 作詞:まい 作曲編曲:CHEEBOW ギター:nipotan コーラス:小森ゆな                      |
| 15th | 2019年10月16日 | アオイキセツ               |                                                                                  |
| 16th | 2020年3月8日   | Keep on going              | 作詞作曲:渡邉俊彦                                                                |
| 17th | 2020年7月23日  | Summer Day Fever           | 作詞作曲:渡邉俊彦 チバテレ「トピックメーカー」内ドラマ『FUNCTION』のEDテーマ曲。 |
| 18th | 2021年2月3日   | Stop the rain              | 作詞作曲:早川博隆                                                                |
| 19th | 2020年12月     | Christmas for you          | 作詞作曲編曲:渡邊俊彦                                                            |
| 20th | 2021年3月8日   | Just Be Myself             | 作詞作曲:HIROTOMO                                                                |
| 21st | 2021年5月1日   | Groovin' Crazy             | 作詞:まい 作曲編曲:CHEEBOW ギター:nipotan コーラス:小森ゆな                      |
| 22nd | 2021年5月1日   | I HOPE                     | 作詞:Shogo 作曲:Shogo,Udagawa                                                    |
| 23rd | 2021年7月3日   | 初恋Lovers                 | 作詞作曲：渡邉俊彦                                                               |